# Polipo endometriale
Per polipo endometriale, talora definito polipo uterino, si intende una neoformazione esofitica (sporgente) benigna che origina dalla mucosa endometriale e che si aggetta all'interno della cavità uterina. 
Vengono distinti in peduncolati (più frequenti) o sessili in relazione alla base di impianto sull'endometrio (stretta e allungata nel primo caso, larga e appiattita nel secondo); possono essere sia singoli che multipli  e vanno da pochi millimetri a diversi centimetri, con possibilità di sporgere in vagina per dimensioni superiori a 2 cm. 
I polipi più grandi possono presentare capillari superficiali tortuosi e congesti e sono talora responsabili di sanguinamenti uterini atipici.

## Eziopatogenesi
I polipi endometriali sono il risultato di un'intensa ed esuberante proliferazione cellulare endometriale stimolata dagli estrogeni. Per questo motivo, i polipi endometriali si riscontrano frequentemente in età pre-climaterica, periodo caratterizzato da livelli estrogenici fluttuanti. L'obesità, l'ipertensione arteriosa, pregressi polipi cervicali, la terapia ormonale sostitutiva e la terapia con tamoxifene rappresentano fattori di rischio indipendenti per lo sviluppo di poliposi endometriali.

## Profilo clinico
Nella maggior parte dei casi, la poliposi endometriale è asintomatica. Nei casi più gravi, sono responsabili di menorragia,metrorragia o spotting, dispareunia, dismenorrea e sterilità.

## Profilo diagnostico
I polipi endometriali sono rilevabili durante esame obiettivo ginecologico solo in caso di sporgenza in vagina. Per questo motivo, in un contesto anamnestico compatibile, la diagnosi di poliposi viene posta attraverso l'ecografia transvaginale; questa metodica è in grado di individuare formazioni polipoidi singole o multiple e di misurarne le dimensioni. Nei casi sintomatici o laddove non è possibile distinguere la poliposi dall'iperplasia endometriale, l'ecografia deve essere seguita dall'isteroscopia, metodica che consente, attraverso biopsia, la caratterizzazione istologica dei polipi.

## Terapia
Nei casi sintomatici, i polipi possono essere rapidamente rimossi attraverso l'isteroscopia operativa effettuata con lieve sedazione e anestesia locale cervicale. Nei rari casi (< 0,5%) in cui un polipo contenga cellule atipiche deve essere effettuata una isterectomia.
L'utilizzo di dispositivi medicati intrauterini a base di progestinici come il levonorgestrel è in grado di prevenire lo sviluppo di poliposi uterina nelle donne in terapia con tamoxifene. Polipi più piccoli vanno spesso incontro a regressione spontanea.